# یاناشووک
یاناشووک (به لاتین: Janaszówek) یک روستا در لهستان است که در گمینا سوخاچو واقع شده‌است.